# Mohammed El Mokri
Haj Mohammed Ben Abdessalam al-Mukri (en árabe: الحاج محمد بن عبد السلام المقري‎; febrero de 1854 – 9 de septiembre de 1957) fue un político marroquí. Murió aproximadamente a la edad de 103 años, calificado como eterno gran visir de Marruecos. 

## Biografía
Sirvió como auxiliar y gran visir de cinco sultanes, con lo que llegó a constituirse en un tipo de nudo de la política secreta de palacio. Durante el sultanato de Muley Hasan ya se encuentra asumiendo un puesto de secretario, y más tarde, con Abd al-Aziz representa al Marruecos en la famosa Conferencia de Algeciras, donde se discutió el plan de los protectorados francés y español.
Abd al-Hafid lo nombró gran visir en 1911 y una vez establecido el protectorado francés, se manifestó partidario de la administración francesa y del nuevo sultán Muley Yusef, frente a la nueva política nacionalista. Su afrancesamiento lo condujo no obstante a la desgracia, pues al ser destituido Mohammed V, apoyó fervientemente al sultán títere Mohamed ben Arafa, impuesto por Francia. De forma que al volver al trono Mohammed V, fue olvidado y sometido a duras sanciones, además de congelarse todos sus fondos y propiedades.
Dedicó buena parte de su vida a la diplomacia, y fue miembro de una delegación marroquí en la corte de Napoleón III y embajador en España. El Mokri representaba al Marruecos tradicional, contrario sinceramente al progresismo y partidario de una leve occidentalización de tipo más funcional que esencial.